# Heritiera percoriacea
Heritiera percoriacea é uma espécie de angiospérmica da família Sterculiaceae.
Apenas pode ser encontrada no seguinte país: Indonésia.
Está ameaçada por perda de habitat.